# Кауфман, Энди
Э́ндрю Дже́ффри Ка́уфман (17 января 1949 года, Нью-Йорк— 16 мая 1984 года, Уэст-Голливуд, Лос-Анджелес) — американский стендап-комик, шоумен, актёр и артист ревю.
Хотя его часто называют комиком, Кауфман предпочитал называть себя «человеком песни и танца». Иногда его называли «антикомиком». Он презирал рассказывание шуток и участие в комедии в её традиционном понимании, однажды сказав в интервью: «Я не комик, я никогда не рассказывал шуток. Комик обещает, что он выйдет на сцену и заставит вас смеяться вместе с ним. Я обещаю только то, что постараюсь развлечь вас как можно лучше».
После работы в небольших комедийных клубах в начале 1970-х годов Кауфман привлёк внимание широкой аудитории в 1975 году, когда его пригласили выступить с частью своего номера в первом сезоне шоу Saturday Night Live. Его персонаж «Иностранец» стал основой для исполнения роли Латки Граваса в хитовом телешоу «Такси». В это время он продолжал гастролировать по комедийным клубам и театрам с серией уникальных перформансов или комедийных шоу, иногда выступая в роли самого себя, а иногда в роли невероятно грубого клубного певца Тони Клифтона. Он также был частым гостем вечерних ток-шоу, особенно «Поздней ночью с Дэвидом Леттерманом». В 1982 году Кауфман представил на шоу Леттермана свое выступление в качестве злодея рестлинга, инсценировав встречу с Джерри «Королём» Лоулером из Continental Wrestling Association. То, что эта стычка была запланирована, не разглашалось более десяти лет.
Кауфман умер от рака легких 16 мая 1984 года в возрасте 35 лет. Поскольку розыгрыши и тщательно продуманные уловки были основными элементами его карьеры, ходили упорные слухи, что Кауфман инсценировал собственную смерть в качестве грандиозной мистификации. Его продолжают ценить за разнообразие персонажей, уникальный контринтуитивный подход к комедии и готовность провоцировать негативные и растерянные реакции зрителей.

## Детство и юность
Энди Кауфман родился 17 января 1949 года в Нью-Йорке в еврейской семье. В первые месяцы жизни ему больше всего нравилось управлять граммофоном — по словам матери, какая бы музыка ни играла, малыш всегда был на седьмом небе от счастья, передвигая иглу и меняя мелодию. Любимой игрой пятилетнего мальчика было стоять лицом к стене, представляя, что перед ним аудитория, и «вести» своё собственное телевизионное шоу, пытаясь пародировать тех, кого увидел на экране. В восемь лет он устраивал для своей семьи представления. Чувство юмора у мальчика было настолько странным, что его мало кто понимал. Отец часто спорил с ним, потому что считал «все эти фокусы» неподобающим для ребёнка занятием. После одного из таких споров отец не выдержал и буквально взвыл: «Господи, Энди! Мне кажется, что ты пытаешься доказать, будто один плюс один не равняется двум!» Энди посмотрел отцу прямо в глаза и ответил: «Не обязательно». С девяти лет мальчик начал развлекать детей на вечеринках, ставить музыкальные пластинки и показывать мультфильмы. С четырнадцати он уже получал за это деньги, делая шоу в барах. Разъезжая по клубам Восточного побережья, Энди отказывался идти на поводу у публики и выдавать ей тот продукт, который она настроилась получать. Уже тогда это был ни на кого не похожий комик, который заменяет собой целый театр разноплановых актёров.
В это же время Энди увлекается поэзией, пишет рассказы, а уже к шестнадцати годам заканчивает свой первый роман. Случайный визит в его школу музыканта из Нигерии зарождает в подростке любовь к игре на барабанах конга.
После окончания школы в 1967-м Энди на целый год берёт устраивает себе «перерыв», а затем поступает в колледж в Бостоне, где сразу же берётся делать собственное телешоу «Дом Веселья Дядюшки Энди». В это же время он пишет монопьесу «Бог». Параллельно с этим юноша занимается трансцендентальной медитацией по методу Махариши Махеш Йоги по три часа в день — это, по его словам, помогает ему «создавать изнутри новые образы». В 1971 году Энди на полгода уезжает в Испанию уже в качестве учителя по медитации.

## Карьера
Карьера Кауфмана быстро пошла в гору — он выступал на Бродвее, снимался в кино и принимал участие в телевизионных передачах (так, он появился в самом первом выпуске знаменитого вечернего шоу «Saturday Night Live» в октябре 1975 года).
Хотя Энди часто называли комиком, сам Кауфман никогда себя таковым не считал. Он отказывался выступать с шутками или участвовать в комедиях, по крайней мере традиционным способом. Напротив, Кауфман считал себя антикомиком, или артистом абсурда, и называл себя «артистом, который танцует и поёт». В своих номерах Энди всегда ухитрялся вызывать у зрителей самую широкую гамму чувств — от оцепенения и отвращения до взрывов безудержного смеха. Для него не существовало границ в придумываемых розыгрышах.
Так, в одно из своих появлений на «Шоу Дэвида Леттермана» он долго и неуверенно рассказывал о (выдуманных) трудностях своей личной жизни и (выдуманном) банкротстве, а потом сразу же принялся просить у зрителей милостыню.
На одном из концертных выступлений он вышел на сцену и вместо номеров просто начал сбивчиво читать роман Скотта Фицджеральда «Великий Гэтсби» — первые две страницы. В другой раз Кауфман объявлял, что окончание выступления любой желающий может посмотреть только на следующее утро, в назначенном месте — эти слова оказывались чистой правдой. Он мог заставить старушку скакать по сцене на игрушечной лошадке, все увеличивая и увеличивая темп до того момента, пока старушка замертво не падала на сцену. После чего вызванный из зала врач констатировал смерть старушки от сердечного приступа. Затем из-за сцены выскакивал Кауфман в костюме индейского знахаря, прыгал вокруг старушки в ритуальном танце, и она оживала. Часть зала после этого смеялась над розыгрышем, а часть так и не могла оправиться от шока до конца вечера.
В апреле 1979 года Кауфман устроил бенефис в нью-йоркском Карнеги-холл. В начале выступления он вызвал на сцену свою «бабушку», чтоб ей было удобно смотреть шоу, сидя на стуле рядом с самим артистом. В самом конце она подскакивала, резко снимала с себя маску, и зрители видели, что под ней скрывался актёр Робин Уильямс.
В 1981 году Кауфман трижды появляется в прямом эфире на шоу «Пятницы» на телеканале ABC. Уже в первое своё появление, во время скетча о четырёх людях, познакомившихся за обедом и по очереди выходящих в туалет (как оказывается, все они отлучаются покурить марихуану), актёр вышел из образа и наотрез отказывался произносить свои реплики. В ответ на это актёр Майкл Ричардс вышел из кадра, взял текст сценария и швырнул его в Кауфмана. Недолго думая, к шоку остальных участников сценки, Энди окатил водой Майкла. Взбешённый сопродюсер шоу Джек Бёрнс с криками вбежал в кадр, а сама передача резко прервалась на рекламу. Во второе появление он пригласил на сцену певицу в стиле госпел Кэти Салливан исполнить с ним несколько композиций, а затем поведал публике о внезапно приобретённой вере в Иисуса и ошарашил всех новостью, что они с Кэти — тайные возлюбленные, но вот-вот поженятся. Всё это являлось выдумкой Кауфмана, после которой он был освистан и опозорен. После скетча о наркозависимом аптекаре Кауфман должен был представить зрителям поп-панк группу The Pretenders, стоящую в этот момент за его спиной и настраивающую инструменты. Вместо этого он нервно и назидательно стал рассказывать о вреде наркотиков. Свою речь Кауфман закончил фразой о том, что он и так проговорил слишком долго, чтоб на что-то ещё оставалось время, и им пора уходить на рекламу.
В 1983 году на канале PBS появилось «Шоу Энди Кауфмана». Начиналось оно с середины некого интервью, по ходу которого Кауфман, словно в припадке, истерически смеялся. Потом он резко смолкал, благодарил публику за внимание, и на экране начинались финальные титры. Музыка к телешоу также была написана самим Кауфманом.

## Образы

### Иностранец
Иностранец — один из первых персонажей, с которым Кауфман появился на публике. Родом он был с маленького острова в Каспийском море и якобы жил там до тех пор, пока однажды остров этот не утонул. Тогда Иностранцу пришлось перебраться в Америку. Этот странный, скованный беспомощный тип своими глупыми и абсолютно нелепыми попытками шутить вызывал у публики либо искреннее чувство жалости, либо негодование от того, что они зря потратили деньги.
На сцене Иностранец делал несколько попыток пошутить, которые зал воспринимал молча, затем объявлял, что будет изображать звезд, явно не имея к этому способностей — например, он мог сказать «Шас я бу изображат Мистер Картер, презент Сьединен Штаты», затем, тем же ужасным акцентом, не меняя голоса: «Зраасте, я Мистер Картер, презент Сьединен Штаты. Пасиба за внимать». После нескольких таких пародий, окончательно убедив публику в собственной бездарности, Иностранец объявлял, что сейчас будет изображать Элвиса Пресли и, надев костюм со стразами и зачесав назад волосы, идеально копировал голос и характерные манеры Пресли, приводя публику в восторг (Кауфман был первым, кто пародировал его — задолго до того, как это стало всеобщим занятием). Пародирование Элвиса было культурным феноменом практически с рассвета его карьеры, но сам Элвис, предположительно, заявлял, что Кауфман — его любимый. По окончании этого номера Кауфман-Иностранец говорил, как всегда, «Пасиба за внимать» и уходил со сцены.
Также одним из излюбленных номеров у публики стало «выступление» Кауфмана под музыку из мультфильма «Mighty Mouse» — всю мелодию он робко, но абсолютно неподвижно стоял, словно выжидая момент, когда можно начать подпевать песне. В резком контрасте он внезапно с энтузиазмом подпевал строчке «А вот и я — пришёл спасти сей день!», и так же резко сникал обратно — до появления всё той же строчки.
В 1978 году Кауфман в образе Иностранца поучаствовал в романтическом телешоу «The Dating Game», где громко рыдал, когда девушка в итоге выбрала другого ухажёра, протестуя и крича, что «так не поступают — на все вопросы были даны правильные ответы».
Позже этот же образ Кауфман использовал для исполнения роли Латки Граваса в комедийном телесериале «Такси». Расстройства психики персонажа позволяли значительно расширить его границы, а значит, перевоплощать уже самого Латку в нескольких новых «внутренних» персонажей. Также, по предложению Кауфмана, в один из эпизодов сериала на несколько минут была включена ненастоящая заставка о профилактике на телеканале — на увещевания телебоссов, что это собьёт зрителей с толку и они просто переключат канал, Кауфман их заверил, что именно этого в своей шутке он и добивается. Вскоре Кауфман решил найти что-нибудь другое — работа в «Такси» и всё с этим связанное ему не нравилось. Он считал такие сериалы довольно глупыми и терпеть не мог закадровый смех, утверждая, что это смех мёртвых людей (имеется в виду, что это записанный на плёнку смех людей, которые уже давно мертвы). Однако появление Кауфмана в телешоу было отмечено — его дважды номинировали на «Золотой Глобус» за эту роль, в 1979 и 1981 годах.

### Тони Клифтон
Это самый известный персонаж Кауфмана: до конца жизни Кауфман утверждал, что он и Клифтон — два совершенно разных человека. Более того, многие верили, что Энди Кауфман и Тони Клифтон — не одно и то же лицо.
Клифтон был полной противоположностью Иностранцу, да и самому Кауфману. Тупой, бесчувственный, самонадеянный тип в огромных чёрных очках, с выпяченной нижней губой и солидным брюхом, похожий на мексиканского наркобарона и оскорбляющий всех со сцены безголосый салонный певец, обожающий посреди своих выступлений резко начать рифмовать никак не связанные между собой слова, а потом, как ни в чём не бывало, продолжать прежний монолог. Он легко мог нагрубить любому зрителю. Он доводил публику до того, что в него хотелось чем-нибудь швырнуть, покалечить или даже убить. Для пущей издёвки Клифтон надевал бронежилет, либо прятался за нейлоновой сеткой и с ещё большей яростью продолжал представление, доводя зрителей до исступления. Выступление было направлено не на развлечение, а на провокацию, Кауфман добивался того, чтобы его не просто презрительно «захлопали», а в буквальном смысле удалили со сцены. Ему нравилась идея, что публика переживёт глубочайший шок — пришедшие отдохнуть и похлопать в ладоши обыватели получат мощнейшую «пощёчину» по самодовольству.
Когда же зрители догадывались, что Тони — это Кауфман, сам Кауфман как ни в чём не бывало заходил в зал и начинал смотреть выступление. От такого поворота публика приходила в ярость. На самом деле иногда в Клифтона переодевался его друг.
Кауфман говорил, что встретил Тони, выступавшего по ночным клубам, в начале семидесятых. В 1977-м Кауфман впервые «попросил» Тони открыть его выступление, а в 1978-м — официально «нанял» Клифтона с тем, чтобы тот начинал его представления в клубах и концертных залах.
Когда Кауфман подписал контракт о съёмках в «Такси», он пристроил на работу и своего «компаньона» — Тони Клифтону были гарантированы как минимум четыре серии с его участием. Впрочем, в итоге Клифтон так и не появился ни в одной серии, потому что его уволили ещё до съёмок — за непрофессиональное поведение (убедив наконец телекомпанию в существовании Тони и заставив их подписать с ним контракт, через считанные минуты после того, как сам Кауфман покинул здание, в офис ввалился Тони Клифтон с проститутками и начал дебоширить). Как заявил Клифтон: «Если бы они не вышвырнули меня, я стал бы звездой!». Кауфман с большим сочувствием относился к Тони, в какой-то мере признавая свою вину перед ним: «Все думали, что он — это я. И это помешало его карьере».

## Рестлинг
Воодушевлённый театрализованностью рестлинга и собственной склонностью к сложным мистификациям, Кауфман первым в мире начал бороться с женщинами во время своих выступлений и был самопровозглашенным «Чемпионом мира по межполовому рестлингу» — при этом он не изображал борца на своих представлениях, а действительно выходил на ринг. Впервые он попробовал себя на этом поприще в 1977 году. Кауфман объявил аудитории, что заплатит 1000 долларов любой женщине, которая сможет удержать его: «Дамы и господа, сегодня я пришёл бороться. Это не комедия, это не розыгрыш, понятно?! Всё по-настоящему! Я здесь, чтобы бороться с женщинами!».
Многие находили борцовские выступления Кауфмана оскорбительными для женщин. В итоге Кауфман решил объяснить, что же на деле представляет собой его «спорт»: «Ну, вообще-то я не настоящий борец. Я просто хотел воскресить старые дни, дни карнавалов, когда борцы ходили из города в город и предлагали деньги любому человеку, который сможет продержаться с ними на ринге три минуты. И я подумал, что из этого можно сделать весьма волнующее зрелище. Правда, я не мог бросать вызов мужчинам, потому что меня сразу бы избили. То есть я хочу сказать, большинство мужчин крупнее и сильнее меня. И я решил, что буду сражаться с женщинами, тем более что многие из них такого же размера, как и я, и у них будет неплохой шанс выиграть». За свою «спортивную карьеру» Кауфман сражался с более чем четырьмя сотнями женщин и покинул ринг непобеждённым. В адрес Кауфмана ежедневно приходили десятки писем от оскорблённых феминисток. Такие письма с проклятиями Кауфман собирал на память — в 2009-м подборка самых ярких писем вышла в виде отдельной книги «Dear Andy Kaufman, I Hate Your Guts!».
Кауфман обратился к главе World Wrestling Federation, Винсу Макмэну-старшему, с пожеланием провести свой номер на одном из нью-йоркских шоу компании. Макмэн отклонил идею, поскольку, в отличие от своего сына, не собирался пускать шоу-бизнес в мир рестлинга. Кауфман не оставил эту идею и добыл телефон рестлера из Мемфиса, Джерри (Короля) Лоулера. Вскоре Кауфман вышел на ринг в Мемфисе в матче с самим Лоулером. Кауфман насмехался над жителями Мемфиса, показывая, как нужно использовать мыло и чистить зубы, и провозглашал город «столицей реднеков». Лоулер же перебивал его, требуя немедленно заткнуться и сражаться на ринге как мужчина с мужчиной. Рестлер устроил Кауфману настоящую мясорубку, в результате которой Кауфмана уже через шесть минут в состоянии нокаута везли в ближайший госпиталь, где он и пробыл следующие три дня. Позже Кауфман неоднократно появлялся в различных ток-шоу в наложенной на шею шине и рассказывал о том, что ему удалось пережить и как это было ужасно.
Вражда Лоулера и Кауфмана запомнилась людям множеством моментов, самым ярким из которых стал знаменитый поединок в прямом эфире на шоу Дэвида Леттермана. Леттерман попытался примирить Кауфмана и Лоулера на своей передаче. Сидя в студии, Кауфман настойчиво требовал от рестлера извинений — на что тот моментально вспылил и свалил комика со стула одним ударом. Кауфман принялся рвать и метать, а также выкрикивать оскорбления вроде «motherfucker» и «asshole», а в итоге он выплеснул на Лоулера кофе. Через тринадцать лет Лоулер признался, что они с Кауфманом все подстроили в дружеском сговоре — всё ради новых ярких эмоций от публики, абсолютно не готовой к подобному на разговорных шоу. Травма шеи у Кауфмана была настоящей, но он счёл это лишь возможностью ещё достовернее сыграть нужный ему образ.
Со слов Лоулера, уже после смерти Кауфмана в его доме нашли множество необналиченных чеков, полученных за проведённые бои.
В 2002 году Кауфман стал персонажем игры Legends of Wrestling II, а затем, в 2004 году, появился в игре Showdown: Legends of Wrestling.
20 марта 2023 года Энди Кауфман был объявлен третьим членом Зала славы WWE 2023 года.

## Смерть и возможное «воскрешение»
У Кауфмана появился сильный кашель незадолго до дня благодарения 1983 года. Семья и друзья начали волноваться за Энди, доктора обследовали его, однако всё было в порядке, и кашель скоро прошёл. Но месяц спустя всё повторилось, и новое обследование показало, что у Кауфмана рак лёгких. Более того, болезнь была уже в той стадии, когда операция оказалась невозможной. Доктора предсказывали, что Энди осталось жить меньше трёх месяцев, но он прожил пять. Кауфман не сдавался: он посещал врачей, ходил на процедуры, при этом продолжал работать. Он даже слетал на Филиппины к хилеру Джун Лабо, который якобы проводил операции только с помощью рук, не используя никаких инструментов.
Он умер вечером 16 мая 1984 года в больнице. Многие, узнав о смерти Кауфмана, продолжали думать, что это шутка. Всё дело в том, что Энди часто говорил о желании сымитировать собственную смерть.
Спустя 29 лет родной брат актёра Майкл, выступавший на церемонии вручения наград имени Энди Кауфмана в области комедийного искусства, сообщил, что его брат жив и находится в добром здравии — о чём гласит записка, найденная им в 1984 году при разборе вещей покойного. В ней говорилось, что знаменитый актёр готовится инсценировать свою смерть, чтобы «перестать быть Энди Кауфманом». В канун Рождества 1999 года, согласно указанию Энди, Майкл должен был встретиться с братом в нью-йоркском ресторане, заказав столик под одним из псевдонимов Кауфмана. Энди не пришёл, но Майклу передали конверт, в котором оказалось письмо от брата. В письме было сказано, что Энди влюбился и стал отцом девочки. При этом автор письма просил Майкла ни с кем не делиться этими новостями, а известие о рождении ребёнка держать в секрете до тех пор, пока не умрёт их отец. Он скончался летом 2013 года. Спустя месяц на связь вышла девушка, не назвавшая себя, но сообщившая, что именно она является дочерью его брата, что ей 24 года и что отец её находится в добром здравии и внимательно следит за тем, как вручается премия его имени (а сам он очень тепло относится к этой инициативе коллег).
Затем на сцене нью-йоркского Gotham Comedy Club, где проходила церемония вручения наград, появилась девушка в платье с бантиками, назвавшаяся дочерью Энди Кауфмана. Она ответила на вопросы о том, как поживает Энди: у него все хорошо, он прекрасный отец и любит проводить время с семьёй. При этом девушка подчеркнула, что ничего никому доказывать не собирается. Под конец её выступления Майкл обнял девушку и попросил публику не пытаться заговорить с его предполагаемой племянницей. Некоторые из присутствовавших на мероприятии сразу же заявили, что всецело верят произошедшему и не ставят под сомнение подлинность истории. Позже в беседе с изданием THR Майкл пояснил, что сам он ничего такого про то, что его брат якобы жив, не говорил — его просто неправильно поняли, и теперь он сомневается в правдивости всей этой истории, как и всякий другой человек.
На следующий год Линн Маргулис выпустила книгу, в которой подтвердила, что смерть Энди — розыгрыш и он должен скоро объявиться и всё разъяснить сам, так как максимальная «длительность» этой шутки была ограничена самим Энди в 30 лет. Более того, последние годы личные страницы актёра в соцсетях ведутся от лица живого Энди с его комментариями по той или иной ситуации. На официальном сайте Кауфмана информация о «биологическом состоянии» легендарного комика неоднократно менялась — а в настоящий момент единственная текстовая страница сайта посвящена крайне пространному и загадочному описанию любви Энди к своей бабушке. По состоянию на 2022 год Энди Кауфман так и не предстал перед публикой.

## Цитаты
- Мне нужны настоящие эмоции. Я хочу, чтобы люди по-настоящему веселились, грустили и злились. Но я никогда не пытался быть смешным. Вообще-то я не могу объяснить, что я такое. Это просто я. Я не комик, я никогда не рассказываю шуток. Я даже не смотрю на комиков. Они обещают, что заставят вас смеяться вместе с ними. Я никогда не делал ничего подобного. Я обещал только одно: что буду развлекать вас так хорошо, как могу.
- Настоящий артист — это не эгоцентричная женщина, которая поёт со сцены скучные песни в течение двух часов, после чего люди вынуждены аплодировать ей — хотят они этого или нет. Настоящий артист — тот, кто на улице сможет привлечь внимание людей и удержать их от того, чтобы идти дальше.
- Они говорят: «О, вау, Энди Кауфман — реально весёлый парень!» Но я не пытаюсь быть весёлым. Я просто хочу поиграть с их головами... Что реально? А что — нет? Это то, что я делаю на своих выступлениях — проверяю, каково будет другим людям соприкоснуться с реальностью[17].

## Произведения культуры
- На основе жизни и карьеры Кауфмана в 1999 году снят фильм «Человек на Луне» с Джимом Керри в роли Кауфмана.
- Песня группы R.E.M. «Man on the Moon» посвящена Энди Кауфману. Она и дала название фильму Формана и входит ещё с 7 песнями группы в саундтрек к нему[англ.].
- Одна из песен группы «Король и Шут» из альбома «Театр Демона» (2010) называется «Энди Кауфман».
- В 2006 году на радио «Серебряный Дождь», вышел очередной выпуск «Фрэнки Шоу», где Вадим Демчог исполнил роль Энди Кауфмана.
- В песне латвийской группы PeR «Here We Go» упоминается Энди Кауфман и «Человек на Луне».
- Образ «дяди Вити» (перевоплощение Ильи Соболева) в комедийной передаче «Убойная лига», вероятно, позаимствован у персонажа Кауфмана — Тони Клифтона.

## Фильмография
| Год  | Название фильма               | Оригинальное название         | Роль                      |
| ---- | ----------------------------- | ----------------------------- | ------------------------- |
| 1976 | Бог попросил меня             | God Told Me To                | офицер полиции            |
| 1977 | Не уходить                    | Stick Around                  | Энди, робот               |
| 1978 | Такси                         | Taxi                          | Латка Гравас, Вик Ферарри |
| 1980 | Мы верим в бога               | In God We Tru$t               | Армагеддон Т.             |
| 1981 | Сердечные сигналы             | Heartbeeps                    | Вал                       |
| 1982 | Фантастическое шоу мисс Пигги | The Fantastic Miss Piggy Show | Тони Клифтон              |